# نووی‌چیخا
نووی‌چیخا (به لاتین: Novichikha) یک منطقهٔ مسکونی در روسیه است که در سرزمین آلتای واقع شده‌است.